# Clitaetra
Clitaetra is een geslacht van spinnen uit de familie van de wielwebspinnen (Araneidae).

## Soorten
- Clitaetra clathrata Simon, 1907
- Clitaetra episinoides Simon, 1889
- Clitaetra irenae Kuntner, 2006
- Clitaetra perroti Simon, 1894
- Clitaetra simoni Benoit, 1962
- Clitaetra thisbe Simon, 1903